# De Treffers
Il De Treffers è una squadra di calcio amatoriale olandese con sede a Groesbeek. 

## Storia
Il De Treffers fu fondato nel 1919, e il suo primo presidente fu Jan Piepenbreier. 
Il De Treffers è membro della Royal Netherlands Football Association dagli anni '30. Nelle stagioni 1935-36 e 1936-37 fu campione del distretto orientale della Eerste Klasse (all'epoca primo campionato amatoriale olandese), tuttavia in entrambe le stagioni il De Treffers non riuscì a vincere il campionato nazionale dilettanti. 
Dopo la seconda guerra mondiale i risultati del De Treffers peggiorarono. Nella stagione 1961-62 il De Treffers è stato promosso dalla Derde Klasse (Terza Lega dilettanti) alla Tweede Klasse (seconda lega dilettanti). Dal 1963 al 1974, con l'eccezione della stagione 1971-1972, il De Treffers disputò la Eerste Klasse (primo campionato amatoriale). Dal 1974 a oggi il De Treffers partecipa alla Hoofdklasse di Domenica. Il De Treffers è l'unica squadra ad aver giocato in Hoofdklasse continuamente, dal 1974 fino ad oggi. La squadra di calcio ha vinto il titolo di divisione dell'Hoofdklasse sei volte (nel 1986, 1988, 1990, 1991, 1998 e 2005). Nel 1988, 1991 e 1998 il De Treffers ha vinto anche la Hoofdklasse di Domenica, mentre nel 1991 e nel 1998 il De Treffers ha vinto il titolo nazionale della Hoofdklasse. Nella stagione 2024-2025 il club gioca in Tweede Divisie.

## Palmarès
- Eerste Klasse Distretto orientale:
  - Vincitore (2): 1935-36, 1936-37
- Hoofdklasse Titolo di divisione:
  - Vincitore (6): 1985-86, 1987-88, 1989-90, 1990-91, 1997-98, 2004-05
- Hoofdklasse Titolo di Domenica:
  - Vincitore (3): 1987-88, 1990-91, 1997-98
- Hoofdklasse Titolo nazionale:
  - Vincitore (2): 1990-91, 1997-98

## Rose delle stagioni precedenti
- 2009-2010